# Eje ferroviario Berlín-Palermo

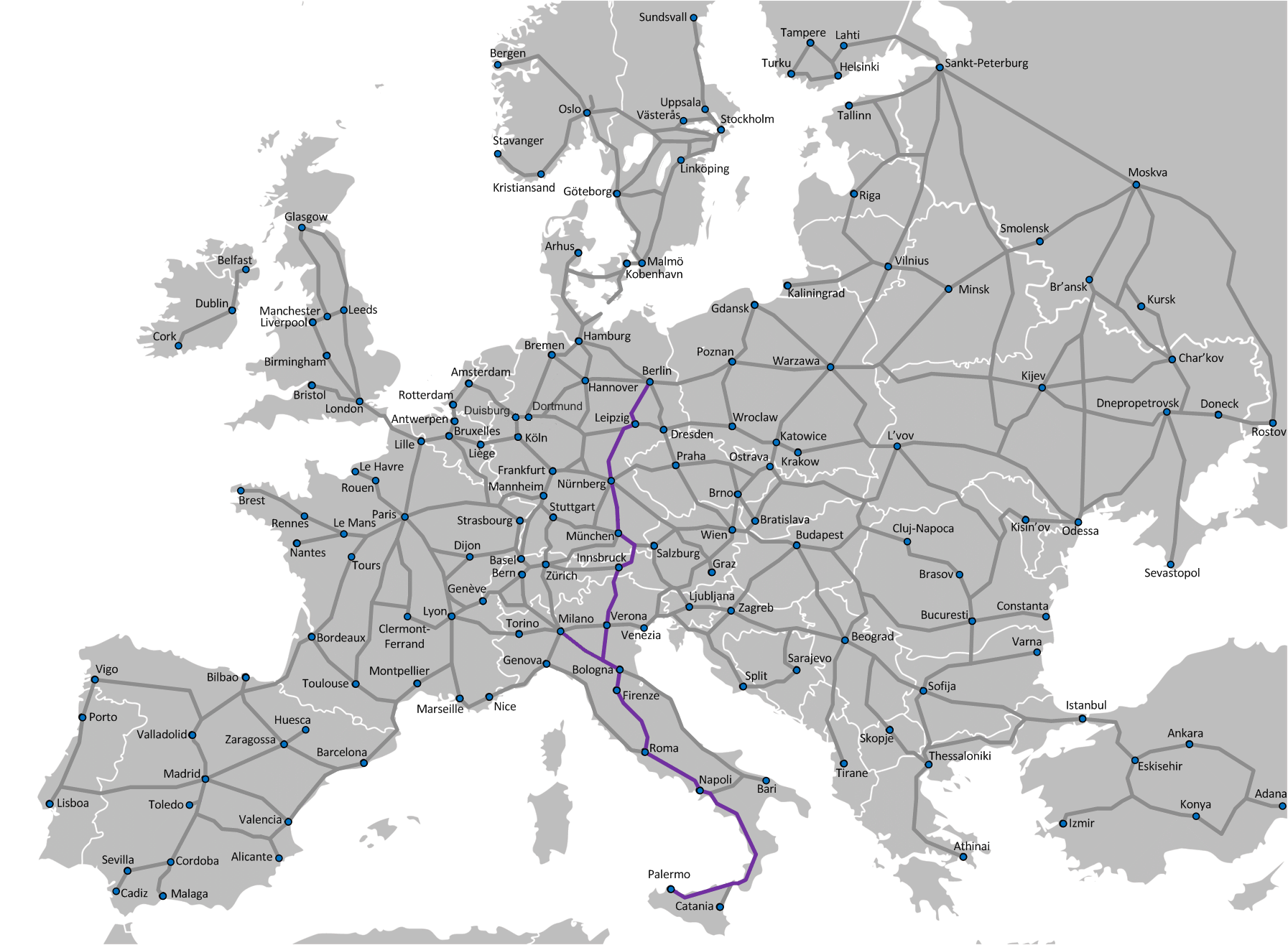
Corredor ferroviario de alta velocidad planeado entre Berlín y Palermo

El Eje ferroviario Berlín–Palermo (en alemán Eisenbahnachse Berlin–Palermo) es el proyecto Nro. 1 de la Red Transeuropea de Ferrocarril de Alta Velocidad que implica la creación de una línea de ferrocarril de alta velocidad de 2200 km de longitud entre Berlín y Palermo.
Se considera que será uno de los corredores de transporte entre Europa Central y Europa meridional a través de Alemania, Austria e Italia.

## Recorrido y secciones
Desde Berlín la línea se dirige a la Región Metropolitana Central Alemana de Halle/Leipzig, a Erfurt y luego a las ciudades de Núremberg, Ingolstadt y Múnich en Alemania meridional. Luego de cruzar la frontera austríaca la línea continúa a través del Estado de Tirol por las ciudades de Kufstein, Wörgl e Innsbruck. Posteriormente ingresa a Italia por la Provincia autónoma de Bolzano pasando por Franzensfeste y Bolzano. Luego continúa hacia el sur atravesando las ciudades italianas de Verona, Bolonia, Florencia, Roma y Nápoles, cruzando el estrecho de Mesina para ingresar en Sicilia y finalizar en la ciudad de Palermo.

### Alemania

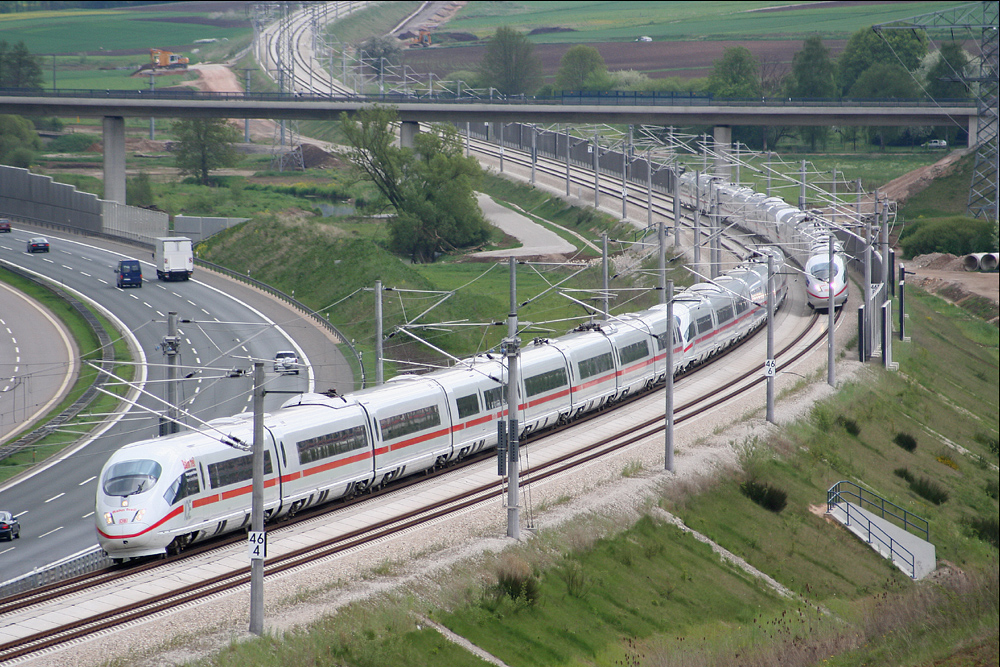
Dos trenes ICE 3 transitando la línea ferroviaria de alta velocidad Núremberg–Múnich junto a la Bundesautobahn cerca de Greding

El corredor comienza en la Estación Central de Berlín (inaugurada en 2006) y corre a través de la reconstruida línea Anhalt (hasta Bitterfeld) y a través del ferrocarril Dessau-Leipzig hasta la Estación Central de Leipzig. La línea luego continuará hacia la Estación Central de Erfurt por la línea ferroviaria de alta velocidad Erfurt-Leipzig/Halle la cual está actualmente en construcción y cuya apertura está prevista para el año 2015. Más hacia el sur la línea continuará a lo largo del ferrocarril de alta velocidad Nuremberg-Erfurt que se prevé está finalizada en 2017.
Mientras tanto el servicio es prestado por trenes basculantes ICE T utilizando la línea Leipzig-Großkorbetha y el Ferrocarril de Turingia  sin pasar por Erfurt en su camino desde Leipzig a Núremberg. Luego de la estación de Saalfeld la línea cruza la cordillera Rennsteig mediante la línea Leipzig-Probstzella continuando luego por las líneas Bamberg-Hof y Nuremberg-Bamberg.
Más al sur el corredor se extiende a través Línea de alta velocidad Núremberg-Ingolstadt-Múnich (inaugurada en 2006) hasta la Estación Central de Múnich pasando por Ingolstadt. La siguiente sección corresponde a la línea Munich-Rosenheim que ha sido actualizada a cuatro vías hasta la estación de Grafing a fin de separar la línea principal y el tráfico suburbano. El tramo final dentro de Alemania corresponde a la línea Rosenheim-Kufstein.

### Austria
El corazón de la sección austriaca es la línea Neue Unterinntalbahn. Esta línea, en particular en el tramo comprendido entre Wörgl y Baumkirchen, es la línea más congestionada de toda la red transeuropea. Esta congestión es el resultado del tráfico nacional austríaco de este a oeste y el tráfico internacional de norte a sur que comparten la misma línea. Después de la finalización de las obras los trenes podrán circular en la sección austriaca hasta a 250 km/h. 

### Italia

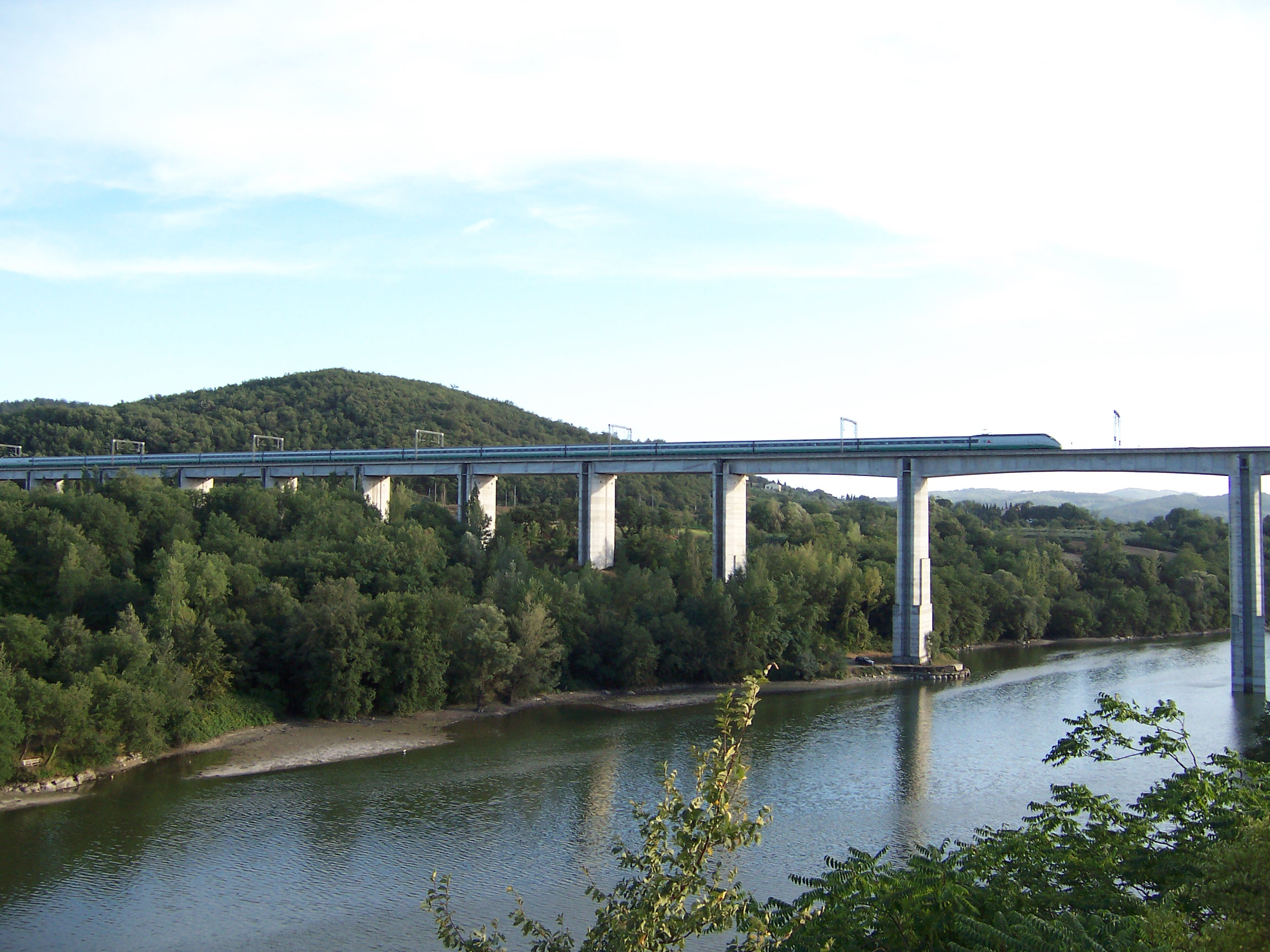
Línea ferroviaria de alta velocidad Roma-Florencia cerca de Arezzo

En décadas recientes las siguientes líneas han sido inauguradas o mejoradas significativamente en Italia:
- En 2009 se completaron los trabajos de duplicación de la línea Verona-Bolonia. Asimismo se mejoró la misma para permitir la circulación hasta 200 km/h.
- La Línea ferroviaria de alta velocidad Milán-Bolonia de 215 km inaugurada el 13 de diciembre de 2008.
- La Línea ferroviaria de alta velocidad Bolonia-Florencia de 78 km inaugurada el 13 de diciembre de 2009.
- La Línea ferroviaria de alta velocidad Roma-Florencia de 254 km inaugurada el 26 de mayo de 1992.
- La Línea ferroviaria de alta velocidad Roma-Nápoles inaugurada parcialmente el 19 de diciembre de 2005 y completada el 13 de diciembre de 2009.
- La Línea de alta capacidad Nápoles-Salerno inaugurada en junio de 2008.

El ex primer ministro italiano Silvio Berlusconi había anunciado la construcción de un puente sobre el estrecho de Mesina de 3.3 km que incluía carretera y línea ferroviaria. La construcción ha sido pospuesta por los gobiernos posteriores. 
También ha sido propuesta la actualización de los 400 kilómetros de la línea Salerno-Reggio Calabria para aumentar la velocidad y capacidad de la misma. En Sicilia los 230 kilómetros de la línea Mesina-Palermo están siendo mejorando sustancialmente.

## Coordinador de la EU
El 20 de julio de 2005 la Unión Europea designó coordinadores de los cinco grandes proyectos de transporte ferroviario transeuropeo para acelerar la realización de los mismos. El belga Karel Van Miert fue nombrado para coordinar el corredor ferroviario Berlín-Palermo y luego de su muerte en junio de 2009 fue sucedido por el irlandés Pat Cox.